# Cleyera obscurinervia
Cleyera obscurinervia là một loài thực vật có hoa trong họ Pentaphylacaceae. Loài này được (Merr. & Chun) H.T.Chang mô tả khoa học đầu tiên năm 1959.